# Marco Galiazzo
Marco Galiazzo (n. 7 mai 1983, Padova, Italia) este un arcaș ce a reprezentat Italia, medaliat olimpic. A participat la 4 ediții ale Jocurilor Olimpice (2004, 2008, 2012, 2016) în care a câștigat două medalii de aur și o medalie de argint.